# Lily Yeats
Pour les articles homonymes, voir Yeats.
Susan Mary « Lily » Yeats (25 août 1866 - 5 janvier 1949) est une brodeuse associée au mouvement du Celtic revival. En 1908, elle fonde le département broderie des Cuala Industries, avec qui elle travaille jusqu'à sa dissolution en 1931. Elle est connue pour ses tableaux brodés.

## Enfance et éducation
Elle naît à Enniscrone dans le comté de Sligo en Irlande, le 25 août 1866. Elle est la fille de John Butler Yeats et Susan Yeats (née Pollexfen) et la sœur de William Butler, Jack et Elizabeth Yeats. Elle est souvent malade et passe deux ans, de juillet 1872 à novembre 1874, avec son grand-père maternel William Pollexfen à Merville dans le comté de Sligo. Yeats rejoint sa famille lorsqu'ils déménagent au 14 Edith Villas dans West Kensington à Londres. Là-bas, les frères et sœurs sont éduqués par une gouvernante, Martha Jowitt, jusqu'en 1876. En 1878, la famille déménage dans une maison plus grande à Bedford Park dans Chiswick, où elle fréquente l'école de Notting Hill pendant une courte période. Yeats déménage à Howth dans le comté de Dublin en 1881 et s'inscrit à la Dublin Metropolitan School of Art avec sa sœur Elizabeth en 1883. Elles suivent également des cours à la Royal Dublin Society.

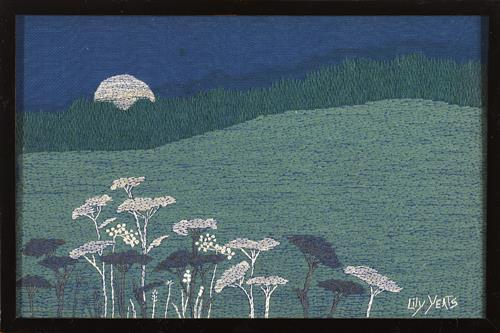
Paysage de nuit

La famille Yeats déménage à Eardley Crescent à South Kensington, Lily Yeats tombe malade et est envoyée vivre chez des parents. Elle va finalement vivre avec sa tante et sa mère invalide à Huddersfield en 1887. En 1888, elle retourne à la maison familiale du 3 Blenheim Road, Bedford Park. De là, la famille rend souvent visite à William Morris à Kelmscott House. Les finances sont serrées. Lily apprend la broderie dans le style proposé par Morris, qui deviendra connu comme l'art de l'aiguille. Elle étudie avec la fille de Morris, May Morris, qui dirige la section de broderie de l'entreprise Morris & Co. et y travaille jusqu'en avril 1894, date à laquelle elle part en raison de problèmes de santé. Elle travaille pendant un certain temps comme gouvernante à Hyère dans le sud de la France. Là-bas, elle contracte la fièvre typhoïde et retourne à Londres en décembre 1896. À partir de la fin de 1897, l'écrivaine Susan L. Mitchell loge dans la famille Yeats, lorsque Yeats et Mitchell deviennent des amies proches. Le 10 décembre 1888, Yeats retourne à Morris & Co et est payée dix shillings pour sa première semaine de travail pour l'entreprise. En mars 1889, Lily forme des brodeuses pour l'entreprise.

## Carrière
Yeats revient à Dublin en 1900, elle et sa sœur Elizabeth rejoignent Evelyn Gleeson dans l'atelier d'artisanat de Dun Emer, où elle dirige la section de couture.
Lily continue à travailler avec May Morris pendant six ans, mais leur relation est tendue (elle a appelé son employeuse « la Gorgone » dans son album). En 1895, Lily a attrapé la fièvre typhoïde en France, et sa santé reste incertaine pour le reste de la décennie. Après la mort de leur mère en 1900, Lily et sa sœur Elizabeth retournent en Irlande avec leur amie Evelyn Gleeson. En 1902, les trois fondèrent un atelier d'artisanat près de Dublin qu'elles nomment Dun Emer (littéralement, le Fort d'Emer) d'après Emer, l'épouse du héros légendaire irlandais Cuchullain. Dun Emer devient un foyer du mouvement irlandais des Arts et Métiers en plein essor, se concentrant sur la broderie, l'impression et la fabrication de tapis et de tapisseries. Ils ont recruté de jeunes femmes locales pour l'entreprise, leur enseignant la peinture, le dessin, la cuisine, la couture et la langue irlandaise en plus des principaux métiers de la Guilde. Lily Yeats dirige le département de broderie, qui crée des textiles pour la décoration des églises et l'usage domestique,.
En 1904, l'atelier est réorganisé en deux parties, la Dun Emer Guild dirigée par Gleeson et Dun Emer Industries sous la direction des sœurs Yeats. En 1908 les deux groupes se séparent complètement. Gleeson conserve le nom de Dun Emer et les sœurs Yeats fondent les Cuala Industries à Churchtown, à proximité, qui comprend une petite presse, la Cuala Press, et un atelier de broderie. L'épouse de William Butler Yeats, George (Bertha Georgina), aide Lily à diriger le bras de broderie du studio qui produisait des vêtements et du linge de maison,.
Les sœurs Yeats vivent ensemble tout au long de leur vie d'adulte. En 1923, Lily tombe dangereusement malade avec ce que l'on pense être la tuberculose pendant ses vacances à Londres, et son frère l'héberge dans une maison de retraite de Londres en juillet, où elle reste jusqu'au mois d'avril suivant,. À son rétablissement, elle retourne à Cuala, mais le département de broderie n'a jamais connu un succès retentissant. La santé de Lily se détériore à nouveau en 1931 ; sa maladie est finalement correctement diagnostiquée comme une thyroïde mal formée en 1929. La décision est alors prise de dissoudre la branche de broderie de Cuala. À l'époque, Lily écrit :
« I never should have taken up the work after my illness. The eight years have been a very great strain, and each year a small loss, adding up. »
« Je n'aurais jamais dû reprendre le travail après ma maladie. Les huit années ont été très dures, et chaque année une petite perte s'accumulant. »
Lily Yeats continue à vendre des images brodées au cours des années suivantes. Elle meurt le 5 janvier 1949,.

## Lectures complémentaires
- Joan Hardwick, The Yeats Sisters : A Biography of Susan and Elizabeth Yeats, HarperCollins, Pandora, 1996  (ISBN 0-04-440924-9).
- William M. Murphy, Family Secrets: Wiliam Butler Yeats and His Relatives, Syracuse University Press, 1995.